# Batallón de Helicópteros de Emergencia II
El Batallón de Helicópteros de Emergencias II (BHELEME II) es una unidad del Ejército de Tierra español perteneciente a las Fuerzas Aeromóviles.

## Historia
El 24 de marzo de 1971, por la Instrucción General 171/180 del Estado Mayor del Ejército se crea en El Aaiún la Unidad de Helicópteros II (UHEL II), como unidad de helicópteros de intervención inmediata para dar apoyo a las unidades del Ejército de Tierra que estaban destinadas en el Sáhara. El día 5 de julio salen los primeros destinados a esta Unidad, el 6 de julio llegan los primeros helicópteros UH-1H para la UHEL II a Rota, que serán trasladados hasta El Aaiún en el portaaeronaves Dédalo el 9 de julio. Para el mando de esta Unidad se designa al comandante de Infantería D. Juan Bautista Sánchez Bilbao.
En 1972 se realizan las primeras operaciones de combate, en apoyo de La Legión, Paracaidistas y Tropas Nómadas. De igual manera se realizan misiones en apoyo a la población civil. En este momento la unidad contaba con 12 helicópteros UH-1H.
En 1973 se incorporan a la unidad tres nuevos helicópteros OH-58 Kiowa para misiones de reconocimiento.
En mayo de 1975 ante los acontecimientos ocurridos en la frontera con Marruecos se refuerza la Unidad con 3 helicópteros SA 319 Alouette III con misiles contracarro y cañones de 20 mm.
Tras la independencia del Sáhara el 19 de diciembre de 1975 la UHEL II abandona El Aaiún con rumbo hacia la Base de El Copero en Sevilla, donde llegan el día 22 del mismo mes. En la Base de El Copero se encontraba la Unidad de Helicópteros IV (UHEL IV), ambas formarán la Agrupación de Helicópteros Sur hasta el traslado de la UHEL II a la Base Santiago en Bétera (Valencia) en 1979.
El 22 de febrero de 1982 se adquieren para la unidad nuevos modelos de helicóptero: los Bolkow BO-105. Estos helicópteros formarían parte de la Unidad hasta noviembre de 1988.
El 11 de noviembre de 1982 se produce el primer accidente mortal de la unidad. En un vuelo entre Manises y Bétera, por causas desconocidas, el BO-105 sufre un accidente a la altura de Paterna, causando la muerte a sus tres ocupantes:
- Teniente de Artillería D. Jorge Riaño Galán
- Teniente de Infantería D. Deogracias Hurtado Chinchilla
- Sargento Especialista D.José Pérez Férriz.

En noviembre de 1987 debido a las inundaciones de Valencia y Alicante, la UHEL II participa en apoyo de la población, realizando misiones de evacuación sanitaria, rescate, transporte de personal y carga (agua, medicamentos y alimento).
Durante el año 1988 se reestructuran las FAMET y las Unidades de Helicópteros (UHEL) pasan organizarse en Batallones, pasando de ser la UHEL II al BHELMA II (Batallón de Helicópteros de Maniobra II).
El 26 de marzo de 1999 se recibe el primer helicóptero del modelo AS-532 Cougar. Estos helicópteros serán los que sustituyan a los UH/1H, que dejaron de estar en servicio en esta Unidad el 24 de septiembre de 2001.
En julio de 2002, ante la invasión del Islote Perejil por parte de militares del Ejército Marroquí, participan dos helicópteros AS-532 Cougar de esta Unidad durante las operaciones de inserción de personal.
En enero de 2008, por Adaptaciones Orgánicas del Ejército de Tierra, cesa de la unidad todo el personal destinado, quedando disuelto el BHELMA II con fecha de 1 de febrero. El 12 de diciembre, en base al antiguo BHELMA II se crea el actual Batallón de Helicópteros de Emergencias II (BHELEME II), manteniendo el Historial y Tradiciones de la antigua unidad, así como las instalaciones y parte del personal que había cesado en enero. El BHELEME II pasará tener una doble dependencia, siendo orgánicamente de FAMET y operativamente de UME.
El BHELEME II queda estructurado en Mando y Plana Mayor, Unidad de Helicópteros Medios, Unidad de Helicópteros Ligeros, Unidad Técnica de Mantenimiento y compañía de Apoyo. El destino de la unidad sigue en la localidad de Bétera (Valencia), en la Base Jaime I, a excepción de la Unidad de Helicópteros Ligeros, que se encuentra destacada en Colmenar Viejo (Madrid).
En el verano de 2009 entra en acción por primera vez el BHELEME II, en apoyo al incendio producido en el Campo de Maniobras de San Gregorio, Zaragoza. Durante los siguientes años participa en diversas misiones de ataque y control de incendios y búsqueda de personas desaparecidas, pero es en 2011, con motivo de la emergencia por el terremoto de Lorca, cuando más destacable es la intervención de la unidad, en apoyo a las operaciones desarrollas por la UME. Destacan también las intervenciones en los incendios forestales de Cortes de Pallás y Andilla (2012), Andrach (2013), Jávea (2014) y Zaragoza ”Sierra de Luna” (2015). Evacuación del Balneario de Panticosa, aislado por la nieve (2013), e inundaciones en Chillón (Ciudad Real), donde se realiza la primera misión de rescate real con grúa (2013).

## Función
La UHEL II se creó para el apoyo de las tropas españolas destacadas en el Sáhara. Las funciones principales realizadas en este territorio fueron de apoyo a las unidades militares en combate, en misiones de reconocimiento, apoyo de fuego y CASEVAC. Así mismo se colaboró en el auxilio de la población civil, realizando evacuaciones sanitarias y transporte de personal y cargas.
Tras cesar la presencia española en el Sáhara en el año 1975 y regresar la Unidad a la Península, siguió con las misiones de apoyo de las tropas de tierra, participando con éstas en misiones de reconocimiento y transporte. Como el resto de Ejército, también colaboró en el apoyo a la población civil, como en el caso de las inundaciones de Valencia y Alicante de 1987.
Ya como BHELMA II y manteniendo las capacidades militares como Batallón de Maniobra cabe destacar la participación de la Unidad en las misiones internacionales de Kurdistán, Bosnia-Herzegovina, Albania, Kosovo, Mozambique, Afganistán, Irak y Líbano. Pero quizás la acción más destacada, por haber sido en situación de crisis, es la participación del BHELMA II en la misión R/S de Recuperación del Islote Perejil, realizando el transporte de unidades.
Con la creación del BHELEME II se pasa a tener unas capacidades principales destinadas al apoyo a las emergencias civiles, desarrolladas en territorio nacional, al tener una dependencia operativa de la UME. Siguen manteniéndose las capacidades de un Batallón de maniobra, aunque no es una de las misiones principales actualmente.

## Misiones
- Campaña del Sáhara 1971-1975

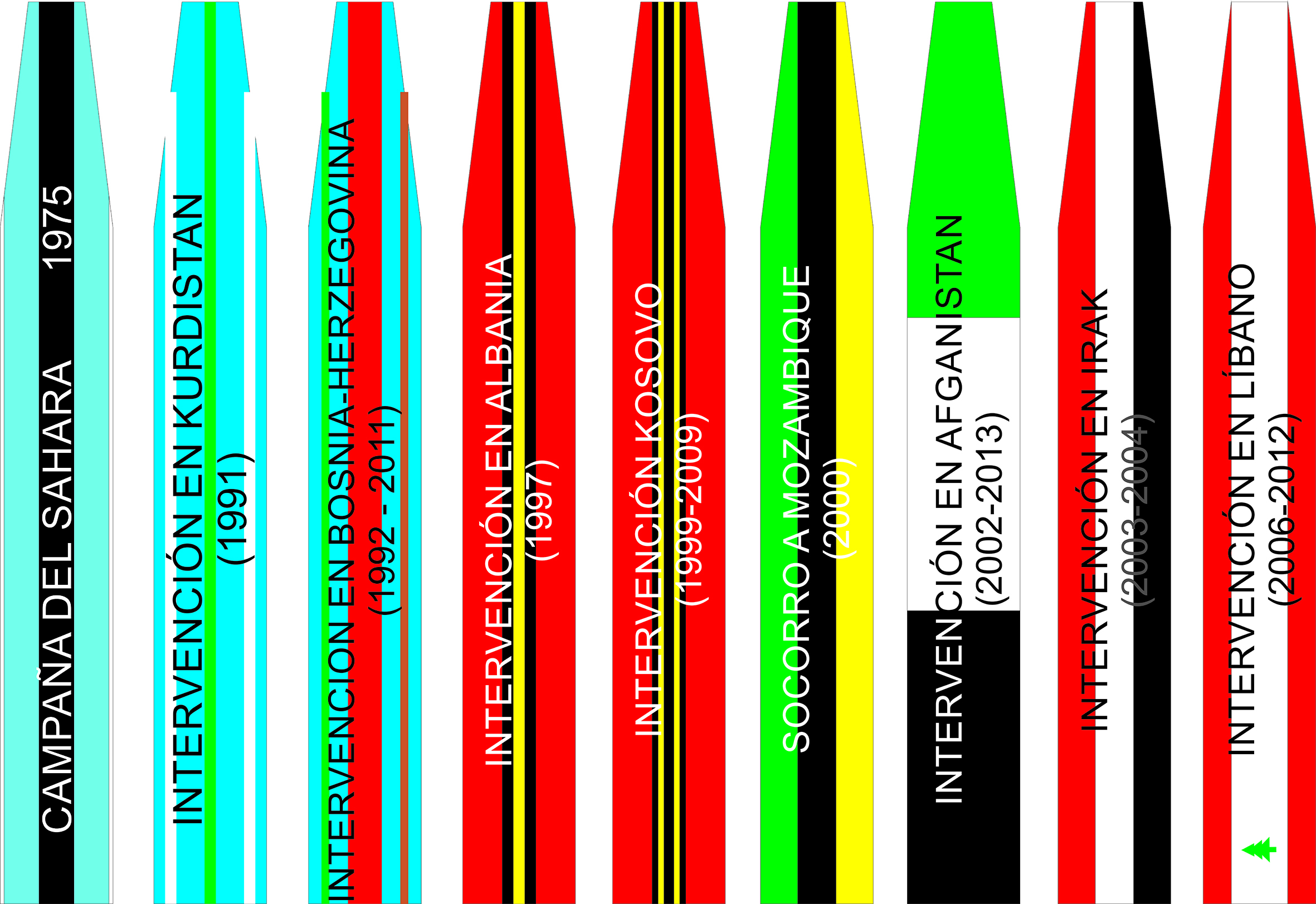
Medallas BHELEME II.

- Intervención en el Kurdistán 1991
- Intervención en Bosnia-Herzegovina 1992-2011
- Intervención en Albania 1997
- Intervención en Kosovo 1999-2009
- Socorro a Mozambique 2000
- Intervención en Afganistán 2002-2013
- Intervención en Irak 2003-2004
- Intervención en Líbano 2006-2012
- Intervención en Lucha contra Incendios forestales 2008-Actualidad[9][10][11]
- Misiones de búsqueda y rescate 2008-Actualidad[12]

## Helicópteros
| UH-1H Iroquois       | UH-1H Iroquois |
| -------------------- | --- |
| UH-1H.               | \| Entrada en servicio: \| 1971. \| \| Misión: \| Puesto de mando, reconocimiento, apoyo aéreo, evacuación sanitaria. \| \| Versiones: \| UH-1H Iroquois \| |
| Entrada en servicio: | 1971. |
| Misión:              | Puesto de mando, reconocimiento, apoyo aéreo, evacuación sanitaria.                                                                                         |
| Versiones:           | UH-1H Iroquois |

| OH-58 Kiowa          | OH-58 Kiowa |
| -------------------- | --- |
| Kiowa                | \| Entrada en servicio: \| 1973. \| \| Misión: \| Puesto de mando, reconocimiento. \| \| Versiones: \| OH-58 Kiowa \| |
| Entrada en servicio: | 1973. |
| Misión:              | Puesto de mando, reconocimiento.                                                                                      |
| Versiones:           | OH-58 Kiowa |

| SA 319-B Alouette III | SA 319-B Alouette III |
| --------------------- | --- |
| SA 319-B Alouette III | \| Entrada en servicio: \| 1975. \| \| Misión: \| Reconocimiento, apoyo aéreo y contracarro. \| \| Versiones: \| SA 319-B Alouette III \| |
| Entrada en servicio:  | 1975. |
| Misión:               | Reconocimiento, apoyo aéreo y contracarro.                                                                                                |
| Versiones:            | SA 319-B Alouette III |

| Bolkow BO-105        | Bolkow BO-105 |
| -------------------- | --- |
| Bolkow Bo 105.       | \| Entrada en servicio: \| 1982. \| \| Designación interna: \| HR-12 \| \| Misión: \| Puesto de mando, reconocimiento. \| \| Versiones: \| BO-105 \| |
| Entrada en servicio: | 1982. |
| Designación interna: | HR-12 |
| Misión:              | Puesto de mando, reconocimiento. |
| Versiones:           | BO-105 |

| Eurocopter AS 532 Cougar   | Eurocopter AS 532 Cougar |
| -------------------------- | --- |
| Eurocopter AS532UL Cougar. | \| Entrada en servicio: \| 1999. \| \| Designación interna: \| HU.27. \| \| Misión: \| Ataque directo al fuego, transporte, evacuación sanitaria, búsqueda y rescate. \| \| Versiones: \| AS 532UL \| \| Aeronaves en servicio: \| 3 \| |
| Entrada en servicio:       | 1999. |
| Designación interna:       | HU.27. |
| Misión:                    | Ataque directo al fuego, transporte, evacuación sanitaria, búsqueda y rescate. |
| Versiones:                 | AS 532UL |
| Aeronaves en servicio:     | 3 |

| EC-135                 | EC-135 |
| ---------------------- | --- |
| EC-135 del BHELEME II  | \| Entrada en servicio: \| 2009 \| \| Designación interna: \| HU.26 \| \| Misión: \| Puesto de mando, reconocimiento, evacuación sanitaria, búsqueda y rescate. \| \| Versiones: \| EC-135 T2+ \| \| Aeronaves en servicio: \| 4 \| |
| Entrada en servicio:   | 2009 |
| Designación interna:   | HU.26 |
| Misión:                | Puesto de mando, reconocimiento, evacuación sanitaria, búsqueda y rescate. |
| Versiones:             | EC-135 T2+ |
| Aeronaves en servicio: | 4 |

## Escudo

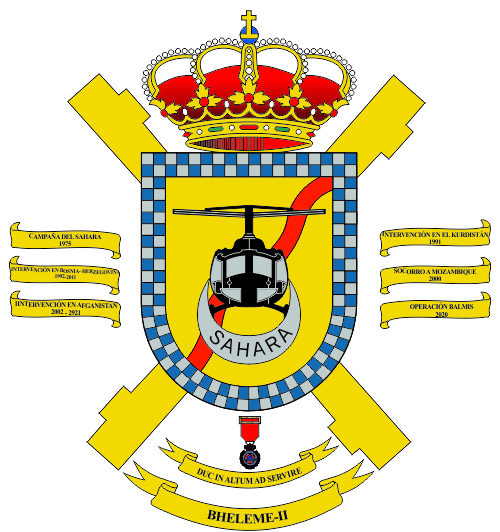
Escudo del Batallón de Helicópteros de Emergencias II de las Fuerzas Aeromóviles del Ejército de Tierra

Descripción: En campo de oro, traversa ondada de gules (rojo) resaltado helicóptero de frente, de sable (negro) y aclarado de plata, sostenido por creciente de plata con la inscripción SAHARA con letras de sable (negro). Filiera jaquelada de plata y azur (azul) de setenta y uno y dos órdenes.
Justificación: El campo de oro representa a las arenas del desierto. La traversa hace referencia a la Saquia El Hamra, el río de aguas rojas que pasa por el Aaiún. El helicóptero es el medio de acción de esta Unidad. El creciente anagramado es representativo de las Unidades que estuvieron destacadas en el Sahara.
El lema de la Unidad es el resultado de componer el del desaparecido BHELMA II (Duc in Altum, frase bíblica que significa “remar mar adentro”,
no quedarse inmóviles, adentrarse. También significa ” hacia lo alto”) y el de la UME (Ad Servire, “para servir”).

## Jefes de Unidad
UHEL II
- Comandante Juan Bautista Sánchez Bilbao 1971-1974[13]
- Comandante Agustín Muñoz-Grandes Galilea 1974-1975
- Capitán Antonio Álvarez Rodríguez-Monge 1976-1979
- Comandante Rafael Martin-Jiménez Carlés 1977-1979
- Teniente coronel José de Aguirre y Manglano 1979-1986
- Teniente coronel José López Soler 1986-1988

BHELMA II
- Teniente coronel Salvador Reig Guadalupe 1988-1981
- Teniente coronel Alfonso Fernández Pérez 1991-1993
- Teniente coronel Antonio Álvarez Rodríguez-Monge 1993-1996
- Teniente coronel José Javier Martínez Serrano 1996-1999
- Teniente coronel Juan Pedro Tauste Barranco 1999-2002
- Teniente coronel Javier Cabeza Taberné 2002
- Teniente coronel José Luis Carbonell Coloma 2002-2005
- Teniente coronel Pedro Martínez Molina 2005-2007
- Comandante Manuel Bernal Carballa 2007-2008

BHELEME II
- Teniente coronel Vicente León Zafra 2008-2011
- Teniente coronel José Antonio Fuentes de la Orden 2011-2013
- Teniente coronel Fernando Mateos Escribano 2013-2016
- Teniente coronel Vicente Martínez Ribera 2016-2019
- Teniente coronel Miguel Sánchez Sánchez 2019-2022
- Teniente coronel Diego Susilla Alfonso 2022-Actualidad